# Deltayn
Deltayn Limited war ein britischer Hersteller von Automobilen.

## Unternehmensgeschichte
John Parradine gründete 1985 das Unternehmen in Finching Field in der Grafschaft Essex. Er begann mit der Produktion von Automobilen und Kits. Der Markenname lautete Deltayn. 1987 folgte der Umzug nach Appleby in Lincolnshire. Im gleichen Jahr endete die Produktion. Insgesamt entstanden etwa zwei Exemplare. Parradine gründete daraufhin die Parradine Motor Company.

## Fahrzeuge
Das einzige Modell war der Proteus. Die Basis bildete ein Leiterrahmen. Die Radaufhängungen kamen vom Jaguar XJ. Der V8-Motor von Rover trieb das Fahrzeug an. Die Karosserie bot Platz für zwei Personen. Das Targadach war zweigeteilt und herausnehmbar. Dazu war ein Hardtop lieferbar. Auffallend war die Front mit sechs Scheinwerfern.